# Weldon L. Kennedy
Weldon Lynn Kennedy, né le 12 septembre 1938 et mort le 13 juin 2020, est un agent spécial du FBI connu pour avoir négocié la fin des émeutes des prisons d'Atlanta (en), et pour avoir mené l'enquête « OKBOMB » de l'attentat d'Oklahoma City lors de ses 33 ans de carrière dans l'agence fédérale. En février 1997, il prend sa retraite alors qu'il est assistant du directeur du FBI Louis Freeh, le deuxième poste dans la hiérarchie de l'agence.